# 3か月でマスターする
『3か月でマスターする』（3かげつでマスターする）は、2024年4月3日よりNHK Eテレで放送されている教養番組シリーズの総称である。

## 概要
2024年度まで放送された『趣味どきっ!』を曜日毎・ジャンル別に解体したシリーズの一つであるが、本シリーズは他の曜日のシリーズ（『明日から使える』シリーズと『心おどる』シリーズ）から先行する形で2024年4月からスタートした。本シリーズには教養系の講座が集約された。
「大人の学び直し」をテーマに、特定のスキルや教養を3ヶ月でマスターすることを狙いとしている。当初は『3か月で教養マスターシリーズ』とも総称されており、「学生時代から苦手意識がある人なども腑に落ちる」とも標ぼうされていた。
本シリーズで放送される番組の正式タイトルは『3か月でマスターする◯◯◯』の形となっており、公式サイトも番組個別で設けられている。番組のタイトルが示すように、開講単位は3ヶ月となっており、源流番組である『趣味どきっ!』（基本的に2ヶ月単位）よりも長くなっている。
2025年度からは、前述の『明日から使える』シリーズや『心おどる』シリーズとともに、NHK出版による番組テキストに『おとなの学びシリーズ』という共通名称が付けられることになっている。このブランドへの編入に際し、タイトルロゴがブランド共通のテーマに則って一新され、本シリーズのロゴデザインは黄色の正方形としている。

## 放送時間
- 本放送

水曜日 21:30 - 22:00（Eテレ）
- 再放送

翌週水曜日 12:15 - 12:45（Eテレ）
翌週火曜日 1:20 - 1:50（総合） ※月曜深夜、2025年4月より

## 放送された講座
- 3か月でマスターする世界史（2024年4月3日 - 6月19日）
  - 講師：岡本隆司、聞き手：佐藤あゆみ、ナレーション：下野紘

| 放送リスト | 放送リスト     | 放送リスト                          | 放送リスト |
| 回         | 放送日         | テーマ                              | ゲスト講師 |
| ---------- | -------------- | ----------------------------------- | ---------- |
| 第1回      | 2024年04月03日 | 古代文明のはじまり カギは"遊牧"     | 井上文則   |
| 第2回      | 2024年04月10日 | ローマもオリエント？                | 井上文則   |
| 第3回      | 2024年04月17日 | 世界宗教 誕生の条件                 | 守川知子   |
| 第4回      | 2024年04月24日 | イスラム 拡大の秘密                 | 守川知子   |
| 第5回      | 2024年05月01日 | 多極の共存 遊牧国家と中華王朝       | 古松崇志   |
| 第6回      | 2024年05月08日 | モンゴル拡大 東西の統一             | 古松崇志   |
| 第7回      | 2024年05月15日 | モンゴル時代 空前の東西交流         | 宮紀子     |
| 第8回      | 2024年05月22日 | 帝国の解体 ティムールとルネサンスへ | 宮紀子     |
| 第9回      | 2024年05月29日 | "中華"の確立と大航海時代            | 山下範久   |
| 第10回     | 2024年06月05日 | グローバル化とヨーロッパの覇権      | 山下範久   |
| 第11回     | 2024年06月12日 | 近代化する日本と世界大戦            | 細谷雄一   |
| 第12回     | 2024年06月19日 | 21世紀 台頭するアジア               | 細谷雄一   |

- 3か月でマスターする数学（2024年6月26日 - 9月25日 / 2025年3月15日）
  - MC：塚原愛

| 放送リスト | 放送リスト     | 放送リスト                         | 放送リスト                             | 放送リスト |
| 回         | 放送日         | テーマ                             | 講師                                   | ナレーター |
| ---------- | -------------- | ---------------------------------- | -------------------------------------- | ---------- |
| 第1回      | 2024年06月26日 | 円周角の性質                       | 横山明日希、秋山仁（コーナー出演）     | 深川仁志   |
| 第2回      | 2024年07月03日 | 平方根・無理数                     | 横山明日希、秋山仁（コーナー出演）     | 深川仁志   |
| 第3回      | 2024年07月10日 | 三平方の定理                       | ヨビノリたくみ、秋山仁（コーナー出演） | 深川仁志   |
| 第4回      | 2024年07月17日 | 数学的思考法 その1                 | 秋山仁                                 | 深川仁志   |
| 第5回      | 2024年07月24日 | 数学的思考法 その2                 | 秋山仁                                 | 深川仁志   |
| 第6回      | 2024年08月14日 | 不定方程式                         | 横山明日希、秋山仁（コーナー出演）     | 深川仁志   |
| 第7回      | 2024年08月21日 | 平面図形                           | ヨビノリたくみ、秋山仁（コーナー出演） | 小野文明   |
| 第8回      | 2024年08月28日 | 立体図形                           | ヨビノリたくみ、秋山仁（コーナー出演） | 小野文明   |
| 第9回      | 2024年09月04日 | 確率                               | 横山明日希、秋山仁（コーナー出演）     | 伊原弘将   |
| 第10回     | 2024年09月11日 | 関数                               | 横山明日希、秋山仁（コーナー出演）     | 小野文明   |
| 第11回     | 2024年09月18日 | 倍数・約数                         | ヨビノリたくみ、秋山仁（コーナー出演） | 伊原弘将   |
| 第12回     | 2024年09月25日 | 私の"推し"数学                     | 横山明日希、ヨビノリたくみ、秋山仁     | 小野文明   |
| 特別編     | 2025年03月15日 | 春期講習・探検！数のワンダーランド | 横山明日希、ヨビノリたくみ、秋山仁     | 小野文明   |

- 3か月でマスターするピアノ（2024年10月2日 - 12月18日）
  - 講師：本田聖嗣、生徒：寺田理恵子・石丸裕之[8]、語り：小林千恵

| 放送リスト | 放送リスト     | 放送リスト                                   |
| 回         | 放送日         | テーマ                                       |
| ---------- | -------------- | -------------------------------------------- |
| 第1回      | 2024年10月02日 | ピアノと出会う～最速でうまくなろう～         |
| 第2回      | 2024年10月09日 | 楽譜は作曲家からの手紙                       |
| 第3回      | 2024年10月16日 | 和音をきれいに                               |
| 第4回      | 2024年10月23日 | 強い音と弱い音 長い音と短い音                |
| 第5回      | 2024年10月30日 | 音を豪華に～ペダルを踏んでみよう～           |
| 第6回      | 2024年11月06日 | 連弾でプロ気分～片手で1曲弾いてみよう～      |
| 第7回      | 2024年11月13日 | コツはウルトラゆっくり～両手で弾いてみよう～ |
| 第8回      | 2024年11月20日 | リズムにのってみよう！                       |
| 第9回      | 2024年11月27日 | メロディーを味方に                           |
| 第10回     | 2024年12月04日 | ハモるとエモい！                             |
| 第11回     | 2024年12月11日 | いろいろあった人生を曲にのせよう             |
| 第12回     | 2024年12月18日 | ついに街角ピアノデビュー！                   |

- 3か月でマスターする江戸時代（2025年1月8日 - 3月26日）
  - ナビゲーター：野島博之、声の出演：日髙のり子

| 放送リスト | 放送リスト     | 放送リスト                                      | 放送リスト |
| 回         | 放送日         | テーマ                                          | 講師       |
| ---------- | -------------- | ----------------------------------------------- | ---------- |
| 第1回      | 2025年01月08日 | 「天下泰平」の世はなぜ生まれたのか？            | 牧原成征   |
| 第2回      | 2025年01月15日 | 幕府は「百姓・町人」とどう向き合ったのか        | 牧原成征   |
| 第3回      | 2025年01月22日 | 本当は「鎖国」してなかったってホント？          | 木村直樹   |
| 第4回      | 2025年01月29日 | 「文治政治」は何を生んだ？                      | 福田千鶴   |
| 第5回      | 2025年02月05日 | 華やかな「元禄文化」はどのように生まれた？      | 横山百合子 |
| 第6回      | 2025年02月12日 | なぜ立て続けに「改革」した？①徳川吉宗～田沼意次 | 福留真紀   |
| 第7回      | 2025年02月19日 | 「鎖国」下でもなぜ蘭学・科学が発展した？        | 岩下哲典   |
| 第8回      | 2025年02月26日 | なぜ立て続けに「改革」した？②松平定信～水野忠邦 | 福留真紀   |
| 第9回      | 2025年03月05日 | どのように「日本的文化」が生まれ、発展した？    | 横山百合子 |
| 第10回     | 2025年03月12日 | ペリー来航まで「ボーッ」としていたのか？        | 岩下哲典   |
| 第11回     | 2025年03月19日 | 「開国か攘夷か」で大騒ぎしたのはなぜ？          | 後藤敦史   |
| 第12回     | 2025年03月26日 | なぜ「薩長」は江戸幕府を倒したのか？            | 後藤敦史   |

- 3か月でマスターする絵を描く（2025年4月2日 - 6月18日）
  - 講師：柴崎春通、MC：山之内すず、ナレーション：折笠愛

| 放送リスト | 放送リスト     | 放送リスト                               | 放送リスト |
| 回         | 放送日         | テーマ                                   |            |
| ---------- | -------------- | ---------------------------------------- | ---------- |
| 第1回      | 2025年04月02日 | 筆づかいで激変！広がる空と海             |            |
| 第2回      | 2025年04月09日 | 手を伸ばしたくなるリンゴ～立体感の秘密～ |            |
| 第3回      | 2025年04月16日 | 簡単なのにリアルな樹木～描かない極意～   |            |
| 第4回      | 2025年04月23日 | 絵の中を歩ける!?奥行きのある風景         |            |
| 第5回      | 2025年04月30日 | 配置と色で決まる！魅せる静物画           |            |
| 第6回      | 2025年05月07日 | バランスのよい人物画～顔より脚？～       |            |
| 第7回      | 2025年05月14日 | 犬と猫の違いでわかる！リアルなペット     |            |
| 第8回      | 2025年05月21日 | 街並みは目の高さで変わる！               |            |
| 第9回      | 2025年05月28日 | 春の色彩マジック！～名画に学ぶ風景画～   |            |
| 第10回     | 2025年06月04日 | 冬景色の秘密！～名画に学ぶ明暗と色彩～   |            |
| 第11回     | 2025年06月11日 | 現場の空気を描く！～スケッチの極意～     |            |
| 第12回     | 2025年06月18日 | あなたの最高傑作！                       |            |

- 3か月でマスターするアインシュタイン（2025年7月2日 - 9月17日予定）
  - 講師：小林晋平、ゲスト：福田麻貴（3時のヒロイン）、ナレーター：千葉美乃梨

| 放送リスト | 放送リスト     | 放送リスト                   | 放送リスト |
| 回         | 放送日         | テーマ                       |            |
| ---------- | -------------- | ---------------------------- | ---------- |
| 第1回      | 2025年07月02日 | 初めまして！アインシュタイン |            |
| 第2回      | 2025年07月09日 | 光より速いものはない？       |            |
| 第3回      | 2025年07月16日 | タイムマシンは夢じゃない!?   |            |
| 第4回      | 2025年07月23日 | 月もりんごも落ちている？     |            |
| 第5回      | 2025年07月30日 | 時間がのびる？空間が曲がる？ |            |
| 第6回      | 2025年08月06日 | 世界一有名な式 E=mc²って？   |            |
| 第7回      | 2025年08月13日 | ブラックホールの正体は？     |            |
| 第8回      | 2025年08月20日 | 宇宙に果てはあるの？         |            |